# Susana Calandrelli

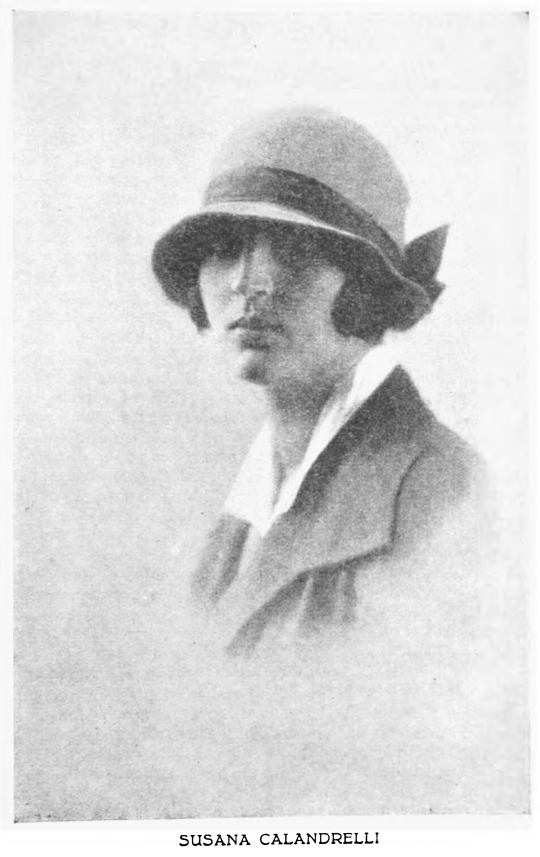
Fotografía de Susana Calandrelli publicada en el Almanaque de la Mujer de 1929.

Susana Calandrelli (n. en Buenos Aires el 17 de enero de 1901) fue una escritora y docente argentina. Cultivó indistintamente géneros muy diversos como poesía, cuentos, novelas, obras de teatro, ensayos, libros de lectura y manuales de estudio. Realizó también importantes traducciones del francés y del italiano a la lengua castellana. Integró diversas instituciones culturales y dirigió la Escuela de Servicio Social del Instituto de Cultura Religiosa Superior. Especializada en grafología y caracterología, dictó cursos sobre tales materias. En 1918 se le otorgó medalla de oro por su trabajo A los muertos ignorados y premio de honor por La libertad, poemas presentados en los Juegos Florales de Languedoc, en Francia. Escritora francófona, pues publica también en francés. Además de sus colaboraciones en La Nación, La Prensa, El Hogar, Revista Fiesta y otros diarios y revistas del país publicó numerosos libros. Su obra es apreciada en el exterior, figurando en enciclopedias y antologías tales como el Diccionario Biográfico de Latinoamérica y el Caribe, publicado en Londres, la Antología Latinomericana editada en Nueva York y diversas publicaciones de América y Europa. Algunos poemas de Calandrelli forman parte de la Antología de la Poesía Argentina Moderna (1896-1930), de Julio Noé, donde figura junto a personalidades literarias como Jorge Luis Borges, Leopoldo Marechal, Ricardo Güiraldes, Oliverio Girondo, Luis Cané, Leopoldo Lugones y Alfonsina Storni, entre otros. Susana Calandrelli, falleció en Buenos Aires el 21 de julio de 1978.

## Obras publicadas
- Carillons dans l’ombre, poésie en français, Buenos Aires, Imprimerie Fontana, 1921.
- Al trasluz de las horas, Buenos Aires, Imp. Rodríguez Giles, 1925.
- Cuentos alucinados, La Plata, Olivieri y Domínguez, 1932.
- Curso moderno de geografía elemental, Buenos Aires, Kapelusz, 1932, Premio de la provincia de Buenos Aires. 2.ª ed. 1938.
- El manuscrito de Silvia Gallus, Buenos Aires, Tor, 1934.
- Si usted fuera Flavio, obra de teatro escuchada en Radio Nacional, hacia 1930.
- El rumor del mundo, Victoria, Buenos Aires, Argentina, Ed. Serviam, 1937.
- Breve vida de N.S. Jesucristo: el evangelio, Buenos Aires, Emmanuel, 1939.
- La palabra que no se pronuncia [pról. de Carlos Obligado], Buenos Aires, Comisión Argentina de Publicaciones e Intercambio, 1939.
- Vida de N.S. Jesucristo, para niños, Buenos Aires, Editorial San Jorge, 1939.
- La Vida de Jesús, Buenos Aires, Ediciones Sagradas.
- Cuentos de Navidad, Buenos Aires, Comisión Argentina de Publicaciones, 1940.
- Nociones de Geografía general y argentina: 3° y 4° grados, Buenos Aires, Kapelusz, 1940.
- Los ojos vacíos, Buenos Aires, Nuestra Novela N*11, 1941.
- Nuevo curso de historia argentina, 2.ª ed. Buenos Aires, Kapelusz, 1941.
- Maggy, de Edouard Martial Lekeux, Traducción del francés de S. Calandrelli, Buenos Aires, Caritas, 1942; Ed. Pax et Bonum, 1946.
- Andresito y Periquito, Cuentos para niños, Buenos Aires, 1943.
- El tesoro escondido, Cuentos para niños, Buenos Aires, 1943.
- Espinita, letra de la canción; Música de Adela Casas de Roca, (Partitura instrumental-vocal)Buenos Aires, Ricordi Americana, 1943.
- El Dios desconocido, Historia novelada de los tiempos de Cristo, novela, Buenos Aires, Emecé, 1948.
- Madre, Libro de Lectura para 4.º Grado, Buenos Aires, Editorial Luis Laserre, 1955.
- Martín Fierro, Síntesis del poema de Martín Fierro, Buenos Aires, Ed. San Jorge, 1957, 1966, 1978.
- El reloj de ébano, Buenos Aires, Ediciones de Koperva. 1962; Premio de la Sociedad Argentina de Escritores, 1963.
- Leyendas cristianas de Navidad, Buenos Aires, Ed. San Jorge. 1963. Premio de la Municipalidad de Buenos Aires.
- El otro sol, cuentos, anunciado por la autora como en preparación en 1963 y 1964, pero ¿Publicado?.
- La verdad y el sueño, Buenos Aires, Lib.Huemul, 1964.
- Ángeles en el evangelio, Buenos Aires, Ed. Paulinas, 1967.
- Los animales en el evangelio, Buenos Aires, Ed. Paulinas, 1967.
- Parábolas del evangelio, Buenos Aires, Ed. Paulinas, 1967.
- Pecadores del evangelio, Buenos Aires, Ed. Paulinas, 1967.
- Personajes de la pasión, Buenos Aires, Ed. Paulinas, 1967.
- Soldados del evangelio, Buenos Aires, Ed. Paulinas, 1967.
- A la sombra del gran templo, Buenos Aires, 1968. Premio de la Asociación de Escritoras Católicas, 1971.
- Ese planeta llamado locura, Prólogo de Alfredo Cahn, Buenos Aires, Ediciones de Koperva, 1969. Premio de la Asociación de Escritoras Católicas, 1971.
- El chango del Altiplano, novela, Ed. Abril SA. (Huemul, 1971, 1975, 1977).
- La Gloria, 16 cuentos argentinos, Antología de escritores argentinos, (un cuento de S. Calandrelli: La Gloria), Buenos Aires, Huemul, 1971.
- Traducción del italiano al español: Santo Tomás de Aquino; De las Perfecciones divinas.
- En Radio Nacional se difunde su obra de teatro en tres actos: Si usted fuera Flavio.
- En cine fue directora y productora de Blancanieves y el Príncipe azul, filme inédito, 1945.